# 天主教波斯尼亞和黑塞哥維那軍中教長區
天主教波斯尼亞和黑塞哥維那軍中教長區（拉丁語：Ordinariatus Militaris in Bosnia et Herzegovina）是波斯尼亞和黑塞哥維那一個天主教的軍中教長區，直屬聖座，負責牧養信奉天主教的波斯尼亞和黑塞哥維那軍人及其家眷。

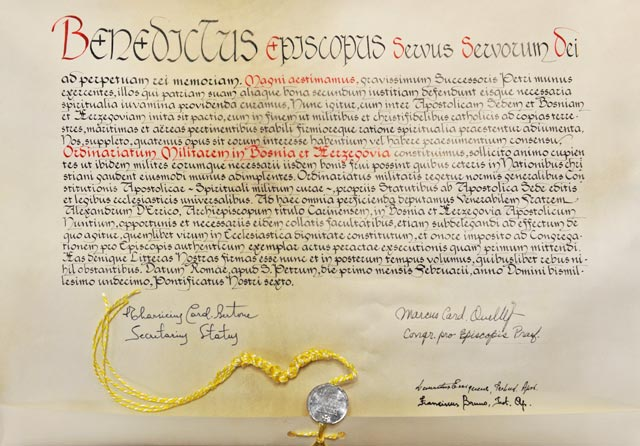
設立軍中教長區的宗座憲令

軍中教長區於2011年2月1日成立，2012年時有九個堂區和十名司鐸。軍中教長現時出缺。